# Incompatibles 2
Incompatibles 2 (en francés, Loin du périph) es una película de comedia de acción policial y buddy film francesa dirigida por Louis Leterrier y escrita por Stéphane Kazandjian. Es una secuela de la película de 2012 Incompatibles (en su idioma original, De l'autre côté du périph) y está protagonizada por Omar Sy y Laurent Lafitte (repitiendo sus papeles de la película anterior), con Izïa Higelin. La película se estrenó el 6 de mayo de 2022 en Netflix.

## Reparto
- Omar Sy como Ousmane Diakhité
- Laurent Lafitte como François Monge
- Izïa Higelin

## Producción
En marzo de 2021, se anunció que Louis Leterrier dirigiría una película de acción y comedia francesa para Netflix.
La fotografía principal comenzó el 15 de marzo de 2021 en París y la región de Ródano-Alpes en Francia.

## Lanzamiento
La película fue estrenada por Netflix el 6 de mayo de 2022.